# マードック大学インターナショナルスタディセンタージャパン
マードック大学インターナショナルスタディセンタージャパン（マードックだいがくインターナショナルスタディセンタージャパン、英語: Murdoch University International Study Centre Japan）は、かつて東京都三鷹市でカイロプラクティックの教育を行っていた。

## 概要
2006年に東京都江戸川区東葛西　Chiropractic Education Japan (CEJ)の運営により開校。
オーストラリア西オーストラリア州パースにある公立総合大学であるマードック大学カイロプラクティック・スポーツ学科Bachelor of Science(chiropractic)／Bachelor of Chiropracticプログラムを提供。

## 沿革
- 2006年 - 日本2番目の国際基準校として、東京都江戸川区東葛西に開校。
- 2009年 - 東京都三鷹市へ移転。マードック大学付属カイロプラクティックセンターを併設する。
- 2010年 - オーストラリア本校が日本撤退を決定。
- 2012年 - 業務を終了。

## コース
- Bachelor of Sciencs(Chiropractic)/Bachelor of Chiropractic